# Josefa Cruz de Gassier
Josefa Cruz de Gassier más conocida como La Gassier (Bilbao, 1821- Madrid, 1870) fue una soprano bilbaína que cosechó gran éxito en su época. Hizo su debut en Londres con tan sólo 25 años, y paseó el nombre de Bilbao por los escenarios de todo el mundo (Francia, España, Reino Unido, Estados Unidos, Cuba…). Su éxito fue tal en América que el músico cubano Manuel Saumell compuso para ella una contradanza que lleva su nombre.
Josefa de Gassier, conocida tras casarse con el barítono francés Louis Gassier, vivió una vida de armonía y reconocimiento internacional. Educada en Italia bajo la tutela de Pasini, debutó en Londres en 1846 como Elvira en el Teatro de su Majestad. Reconocida por su voz de soprano sfogato, rara y versátil, el matrimonio Gassier cantó juntos por Europa entre 1849 y 1854, luego siendo contratados por el Théâtre Italien de París. Su carrera fue brillante, actuando en teatros destacados de Europa, América y siendo homenajeada incluso con una contradanza compuesta por Manuel Saumell. Joséfa fue una líder en escena, destacando su origen bilbaíno y su dominio vocal.
El nombre de Gassier se ha barajado en las quinielas para el bautismo de una calle en Bilbao, opción que hoy no se contempla.